# Arroyo Cololó
Der Arroyo Cololó ist ein Fluss im Westen Uruguay.
Er entspringt im östlichen Teil des Departamento Soriano und mündet nach südost-nordwestlichem Verlauf als linksseitiger Nebenfluss in den Río Negro.